# Дуброва (Светлогорский район)
Дуброва (бел. Дубро́ва) — агрогородок в Николаевском сельсовете Светлогорского района Гомельской области Беларуси.

## География

### Расположение
В 23 км на запад от Светлогорска, 24 км от железнодорожной станции Светлогорск-на-Березине (на линии Жлобин — Калинковичи), 124 км от Гомеля.

### Гидрография
На реке Ипа (приток реки Припять), на юго-западе мелиоративные каналы.

## Транспортная сеть
На автодороге Калинковичи — Паричи. Планировка состоит из длинной дугообразной, почти меридиональной улицы, застроенной двусторонне, преимущественно деревянными усадьбами. В 1986 году построено 55 кирпичных, коттеджного типа, домов, в которых после катастрофы на Чернобыльской АЭС разместились переселенцы из мест загрязнённых радиацией в результате катастрофы на Чернобыльской АЭС.

## История
Согласно письменным источникам известна с XIX века как селение в Чернинской волости Бобруйского уезда Минской губернии. В 1850 году во владении помещика Адамовича. В 1872 году помещица Глазовская владела здесь 149 десятинами земли. В 1885 году церковь (в ней хранились копии метрических книг с 1835 года и списки прихожан с 1841 года). Согласно переписи 1897 года село Дуброва (оно же Домброво) действовали хлебозапасный магазин, постоялый двор. В этом же году построено здание школы и в ней начались занятия. В результате эпидемии холеры в 1910 году умерли 2 жителя.
С 20 августа 1924 года до 16 июля 1954 года центр Дубровского сельсовета. В 1929 году организован колхоз «Красная Дуброва», работали водяная мельница и кузница. 22 жителя были репрессированы. Во время Великой Отечественной войны в январе 1943 года оккупанты сожгли 181 двор, убили 110 жителей. В боях за деревню и окрестности погиб 1191 советский солдат, в их числе Герои Советского Союза М. П. Тепляков и С. Г. Чихладзе (похоронены в братской могиле в центре деревни). На западной окраине, на пересечения дорог Паричи—Калинковичи и Дуброва—Гороховищи, в 1965 году установлена стела в честь советских солдат 28-й армии, которые 23 июня 1944 года с этих рубежей начали наступление в направления Бобруйск—Слуцк. Расположены центральная усадьба филиала «Дубрава-Агро» РУП «Гомельэнерго». Средняя школа, Дом культуры, библиотека, детские ясли-сад, амбулатория, отделение связи, 2 продовольственных ,столовая, гостиница, физкультурно-оздоровительный комплекс, а также церковь. 
До 16 декабря 2009 года в составе Полесского сельсовета.

## Население

### Численность
- 2004 год — 252 хозяйства, 587 жителей

### Динамика
- 1850 год — 24 двора
- 1885 год — 65 дворов, 515 жителей
- 1897 год — 115 дворов, 753 жителя (согласно переписи)
- 1925 год — 181 двор
- 1940 год — 211 дворов, 795 жителей
- 1959 год — 543 жителя (согласно переписи)
- 2004 год — 252 хозяйства, 587 жителей

## Культура
- Дом культуры
- Музей ГУО "Дубровская средняя школа Светлогорского района"

## Достопримечательность
- Братская могила (1941-1944) —  Историко-культурная ценность Республики Беларусь, шифр 313Д000754. В центре деревни, около здания клуба, похоронены 1779 воинов, которые погибли в 1941-1944 гг. в боях против немецко-фашистских захватчиков на территории района. Среди похороненных — Герои Советского Союза М. П. Тепляков, С. Г. Чигладзе, Д. Г. Редькин. В 1958 году на братской могиле установлен памятник — скульптура воина
- Церковь

## Известные уроженцы
- П. П. Дайнеко — Герой Социалистического Труда